# Всеукраїнські учнівські олімпіади

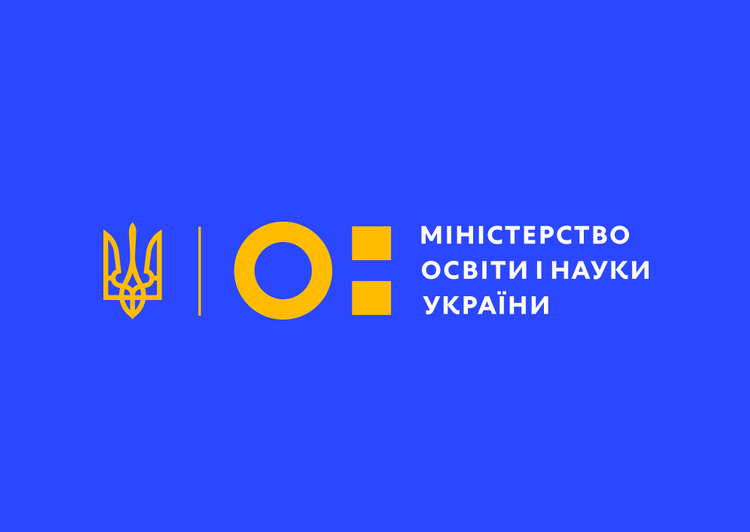
Логотип МОН

Всеукраїнські учнівські олімпіади з базових предметів — це різновид інтелектуальних змагань на освітньому просторі України, покликаний заохотити учнівську молодь до вивчення окремих предметів. Проводяться відповідно до наказу Міністерства освіти і науки України під патронатом профільного міністерства. Спадкоємиця Республіканської олімпіади УРСР з навчальних предметів.

## Формат проведення олімпіад
Згідно з положенням, затвердженого наказом Міністерства освіти і науки України, Всеукраїнські олімпіади з навчальних предметів відбуваються у чотири етапи, які традиційно позначають римськими цифрами: шкільні (I), районні (II), обласні (III) олімпіади та фінальний, власне Всеукраїнський, IV етап. Часто під словами «Всеукраїнська олімпіада» розуміють лише останній етап. Подеколи цей етап також називають «республіканська олімпіада», бо саме таку назву мав відповідний етап за радянських часів. Також з деяких предметів заключні етапи не проводяться. Такі олімпіади підтримуються виключно місцевими управліннями освіти.

### І (шкільний) етап
І етап олімпіади (шкільні олімпіади з навчальних дисциплін) проводиться у жовтні в кожному навчальному закладі окремо за власними завданнями, які укладають спеціальні предметно-методичні комісії. Порядок проведення, персональний склад оргкомітетів, предметно-методичних комісій та журі, експерти-консультанти I етапу олімпіад, а також рішення відповідних оргкомітетів затверджуються наказами керівника навчального закладу. Зазвичай до участі в цьому етапі допускаються усі охочі учні 5-11 класів. Звіти проведення І етапу олімпіад з навчальних предметів навчальні заклади подають у визначені строки до оргкомітетів II етапу відповідно до територіального розміщення.

### II (районний, міський) етап
Впродовж II етапу олімпіади проводиться відбір учасників в межах районів, міст та районів міста (наприклад Києва та Севастополя). II етап проводиться в листопаді-грудні під керівництвом районних (міських) управлінь (відділів) освіти (призначають наказом журі, оргкомітет, предметно-методичні комісії та експертів-консультантів) за сприяння управлінь освіти і науки обласних, Севастопольської та Київської міських державних адміністрацій. Кількість турів олімпіад, форми та тривалість їх проведення визначаються міністерством, відповідними управліннями освіти обласних та міських держадміністрацій спільно з оргкомітетами відповідних олімпіад. На II етапі кожна зі шкіл відповідної територіальної одиниці зазвичай має обмеження на кількість учасників відповідно до успіхів її учнів на II етапі попереднього року. До участі в II етапі допускаються лише ті учасники, що визначені як переможці І етапу в своєму навчальному закладі. Цей етап проводиться серед учнів 6-11 класів. Звіти проведення II етапу олімпіад з навчальних предметів подаються до оргкомітетів III етапів у визначені строки відповідно до територіального розміщення.
Український фізико-математичний ліцей Київського національного університету імені Тараса Шевченка проводить II етап самостійно незалежно від інших установ. В такому разі порядок проведення, персональний склад оргкомітетів, предметно-методичних комісій та журі, експерти-консультанти цього етапу олімпіад, а також рішення відповідних оргкомітетів затверджуються, подібно до І етапу, наказами директора цього навчального закладу. Звіти проведення II етапу олімпіад з навчальних предметів подаються адміністрацією ліцею до оргкомітету III етапу міста Києва у визначені строки.

### III (республіканський, обласний, міський) етап
III етап учнівських олімпіад проводиться серед учнів Автономної Республіки Крим, областей, Києва та Севастополя у січні-лютому. До участі в III етапі допускаються лише ті учасники, що включені до заявки за результатами II етапу в своєму районі, місті, районі міста. Також зустрічаються випадки, коли участь у цьому етапі фактично необмежена: ті учні, що не включені до жодної з заявок, мають змогу подати відповідну заяву до оргкомітету з проханням включення до списку учасників. Завдання III етапу розробляються провідними спеціалістами в області відповідного предмету відповідної територіальної одиниці, можливе загальне використання спільних завдань. За результатами III етапу проводиться відбір учнів на відбірково-тренувальні збори з подальшою підготовкою та відбором на IV (заключний) етап олімпіади. Проводиться серед учнів 7-11 класів. Цей етап для окремих предметів (математика, фізика, хімія) в деяких областях проводять в два тури. За результатами першого туру зазвичай визначають гарантованих переможців, а вже на другому етапі розподіляють власне місця (дипломи). Проте такий розподіл не є регламентованим і обов'язковим до використання.
Порядок проведення, персональний склад оргкомітетів, предметно-методичних комісій та журі, експерти-консультанти I етапу олімпіад, а також рішення відповідних оргкомітетів затверджуються наказами управлінь освіти і науки обласних, Севастопольської та Київської міських державних адміністрацій.
Звіти про проведення III етапу Всеукраїнських учнівських олімпіад з навчальних предметів, заявки на участь команди у IV етапі Всеукраїнської учнівської олімпіади оргкомітети надсилають до Інституту та оргкомітетам Всеукраїнських учнівських олімпіад (за місцем проведення) до 5 березня поточного року.
УФМЛ бере участь в III етапі олімпіад з математики, фізики, інформатики, інформаційних технологій, хімії та астрономії на рівні інших навчальних закладів міста Києва, але відбір на наступний етап проводить окремо. Заявки на участь команди у IV етапі Всеукраїнської учнівської олімпіади ліцей подає подібно до інших команд України.
Переможці III етапу з навчальних предметів нагороджуються дипломами I, II та III ступенів. Переможцями можуть бути учасники, які набрали не менше третини загальної кількості балів за усі тури, причому їх кількість не повинна перевищувати 50 % (у минулій редакції Положення, — 30 %) від кількості учасників відповідного заключного етапу. Між переможцями дипломи I, II та III ступенів розподіляються орієнтовно у відношенні 1:2:3.

### IV (заключний, всеукраїнський) етап
IV етап є заключним і проводиться щороку наприкінці березня в одній з областей України часто одночасно з кількох предметів у різних населених пунктах. Учні беруть участь у цьому етапі у складі команд: 24 команди областей, команди Автономної республіки Крим, міст Києва та Севастополя та Українського фізико-математичного ліцею (лише олімпіади з математики, фізики, інформатики, інформаційних технологій, хімії та астрономії). Кількісний склад команд щороку визначається відповідним наказом Міністерства освіти і науки України у відповідності до успіхів відповідних команд на заключному етапі двох попередніх навчальних років. Вікові обмеження для учасників також визначає профільне міністерство.
Персональний склад оргкомітетів, предметно-методичних комісій та журі, експерти-консультанти кожної з олімпіад, а також остаточні результати заключних етапів затверджуються щорічно наказом Міністерства освіти і науки України.
Завдання для проведення олімпіад, турнірів, конкурсів готують предметно-методичні комісії, які очолює голова журі. Завдання для проведення змагань складаються з авторських задач і вправ (тестів). За умови, що з відповідного навчального предмета (дисципліни, фаху) проводиться міжнародна олімпіада, конкурс або турнір завдання останнього етапу відповідної олімпіади, конкурсу, турніру готуються з урахуванням програми міжнародних змагань.
Переможці заключних етапів з навчальних предметів нагороджуються дипломами I, II та III ступенів. Переможцями можуть бути учасники, які набрали не менше третини загальної кількості балів за усі тури, причому їх кількість не повинна перевищувати 50 % від кількості учасників відповідного заключного етапу. Між переможцями дипломи I, II та III ступенів розподіляються орієнтовно у відношенні 1:2:3

## Умови участі в Міжнародних олімпіадах
За результатами IV етапу олімпіад з навчальних предметів проводиться відбір учасників на Міжнародні олімпіади, якщо такі проводяться. Для підготовки команд учнів до участі у Міжнародних олімпіадах Міністерство освіти і науки України може проводити осінні настановчі, зимові навчально-тренувальні збори. До участі в осінніх та зимових зборах запрошуються переможці відповідної олімпіади минулого навчального року.
Для визначення Міністерством освіти і науки України остаточного складу команд учнів до участі у Міжнародних олімпіадах з навчальних предметів проводяться весняні конкурсні відбірково-тренувальні збори, до участі в яких запрошуються переможці IV етапу Всеукраїнських учнівських олімпіад поточного навчального року. Пропозиції до списку учасників весняних конкурсних відбірково-тренувальних зборів приймаються на спільному засіданні оргкомітету та журі IV етапу відповідної олімпіади з навчального предмету. Список учасників весняних конкурсних відбірково-тренувальних зборів з формування та підготовки команд учнів до Міжнародних олімпіад з навчальних предметів затверджується наказом Міністерства освіти і науки України.
Кількісний склад учасників весняних конкурсних відбірково-тренувальних зборів, які є кандидатами на участь у відповідних міжнародних змаганнях поточного року, не повинен перевищувати подвійної кількості учнів, що входять до складу команди України, згідно з правилами відповідної Міжнародної олімпіади. Понад зазначену кількість до числа учасників відбірково-тренувальних зборів, які є кандидатами на участь у відповідних міжнародних змаганнях поточного року, включаються переможці відповідних міжнародних змагань минулого року, якщо вони є учнями загальноосвітніх навчальних закладів.
Персональний склад команд Міжнародних олімпіад з навчальних предметів формується з числа переможців конкурсних відбірково-тренувальних зборів за максимальною кількістю набраних у змаганнях балів. Персональний склад членів та керівників команд учнів для участі в Міжнародних олімпіадах, конкурсах та турнірах затверджується наказом Міністерства освіти і науки України.

## Предмети, з яких проводяться заключні етапи олімпіади
У відповідності до Положення проводяться Всеукраїнські учнівські олімпіади з наступних предметів:
1. Українська мова та література (8-11 класи)
2. Англійська мова (9-11 класи)
3. Німецька мова (10-11 класи)
4. Французька мова (9-11 класи)
5. Іспанська мова (9-11 класи)
6. Правознавство (9-11 класи)
7. Історія (8-11 класи)
8. Економіка (9-11 класи)
9. Математика (8-11 класи)
10. Біологія (8-11 класи)
11. Географія (8-11 класи)
12. Астрономія (10-11 класи)
13. Фізика (8-11 класи)
14. Хімія (8-11 класи)
15. Екологія (10-11 класи)
16. Інформатика (9-11 класи)
17. Інформаційні технології (10-11 класи)
18. Трудове навчання (9, 11 класи)
19. Молдовська мова та література (9-11 класи)
20. Іврит та єврейська література (9-11 класи)
21. Угорська мова та література (9-11 класи)
22. Румунська мова та література (9-11 класи)
23. Польська мова та література (9-11 класи)
24. Новогрецька мова та література (9-11 класи)
25. Болгарська мова та література (9-11 класи)
26. Педагогіка і психологія
27. Фізична культура і спорт

## Офіційна позиція держави
Як фактично спадкоємиця Республіканської олімпіади УРСР, Всеукраїнська учнівська олімпіада покликана здійснювати пошук обдарованої молоді, стимулювати розвиток освіти в України та заохочення передових її діячів.
Згідно з Положенням про Всеукраїнські олімпіади основними завданнями учнівських олімпіад з базових і спеціальних дисциплін, конкурсів фахової майстерності, конкурсів-захистів науково-дослідницьких робіт і турнірів є стимулювання творчого самовдосконалення дитини, учнівської молоді, виявлення та розвиток обдарованих учнів та надання їм допомоги у виборі професії, залучення їх до навчання у вищих закладах освіти країни, формування творчого покоління молодих науковців та практиків для різних галузей суспільного життя підвищення інтересу до поглибленого вивчення базових, спеціальних та фахових дисциплін, прищеплення широким колам учнівської молоді навичок дослідницької роботи, пропаганда досягнень науки, техніки та новітніх технологій, популяризація серед молоді робітничих професій, підбивання підсумків роботи факультативів, гуртків секцій, учнівських наукових товариств, активізація форм позакласної та позашкільної роботи з учнями, підвищення рівня викладання базових, спеціальних та фахових дисциплін, фахової підготовки учнів, виявлення, поширення і впровадження в навчально-виховний процес сучасних прийомів і методів навчання, залучення професорсько-викладацького складу, аспірантів, студентів вищих закладів освіти, працівників наукові закладів України до активної допомоги навчально-виховним закладам у справі поліпшення стану викладання дисциплін і підвищення рівня знань, умінь та навичок учнівської молоді та формування команд для участі в міжнародних олімпіадах, конкурсах та турнірах.
З метою вдосконалення практики проведення в Україні інтелектуальних змагань, які сприяють розвитку творчого потенціалу молоді, Міністерством освіти і науки України створено методичні рекомендації, що підготовлені відповідно до чинного Положення про Всеукраїнські учнівські олімпіади з базових і спеціальних дисциплін, турніри, конкурси-захисти науково-дослідницьких робіт та конкурси фахової майстерності, розробленого під керівництвом автора цих рекомендацій у відділі роботи з обдарованою молоддю Інституту змісту і методів навчання Міносвіти України (сьогодні — Інститут інноваційних технологій і змісту освіти), затвердженого наказом Міністерства освіти України 18 серпня 1998 року № 305, зареєстрованого в Міністерстві юстиції 24 вересня 1998 року № 598/3038 і опублікованому в інформаційному збірнику Міністерства освіти України № 22 за 1998 р.
У відповідності до цих рекомендацій кожна держава прагне до зміцнення свого наукового потенціалу. Це запорука її розвитку, добробуту громадян, а також необхідна умова визнання іншими країнами світу. Виростити своїх науковців — нелегка праця, і починати її потрібно зі шкільної лави.

## Точка зору щодо об'єктивності
Об'єктивність визначення інтелектуальної еліти шляхом проведення таких олімпіад забезпечується можливістю подання апеляції щодо результатів. Також для консультацій щодо розв'язання спірних питань в роботі журі (правильність перевірки та об'єктивність оцінювання робіт і визначення переможців олімпіад, конкурсів і турнірів) призначаються експерти-консультанти. Експерти-консультанти призначаються з числа авторитетних фахівців відповідної галузі науки і виступають як опоненти журі. Експерт-консультант має дорадчий голос. У світі науки нормальним є існування різних наукових шкіл, представниками яких є окремі вчені. Погляди науковців на окремі наукові питання можуть не збігатися, і це може вплинути на оцінку роботи конкретного учасника змагань (адже навіть в шкільних підручниках різних авторів деякі наукові питання висвітлюються по-різному). Експерт-консультант має право поставити попереднє (до розгляду апеляції відповідно до п.3.22 Положення) рішення журі під сумнів, але остаточне рішення щодо оцінки роботи учасника приймає журі (п.6.3.1, 6.3.2 Положення). Бажано, щоб експерт-консультант. по можливості, був представником іншої наукової школи, ніж голова журі. Експерт-консультант за основним місцем роботи не повинен бути підпорядкованим голові журі або якимось іншим чином залежним від нього. Не бажано, щоб експерт-консультант і голова журі працювали в одному закладі або установі. Відповідальність за дотримання відповідної об'єктивності покладається на голову журі.
На практиці організатори олімпіад будь-якого рівня намагаються уникнути суб'єктивних елементів оцінювання шляхом запровадження чіткої системи критеріїв. Автори завдань етапу займаються розробкою пунктів, за кожним з яких слід оцінювати роботи. Далі критерії виносяться на обговорення на засіданні журі олімпіади. Після досягнення консенсусу критерії затверджуються рішенням журі та застосовуються під час перевірки. Відступ від критеріїв оцінювання неприпустиме за їх наявності. Часто критерії визначають як неподільні (тобто за ними оцінюють або в максимальну кількість, або в 0 балів), також можливе введення найменшої неподільної частини балу. Формалізація системи критеріїв властива для III етапу олімпіад з інформаційних технологій у номінаціях «офісні технології» та «вебдизайн» в місті Києві. З ініціативи Олександра Борисовича Рудика апеляція результатів олімпіад практично відсутня завдяки чітким критеріям та їх своєчасному опублікуванню.
Також об'єктивність високо рівня забезпечується в олімпіадах з інформатики (програмування), оскільки роботи на цих олімпіадах перевіряються спеціальними тестуючими програмами під наглядом членів оргкомітету. Апеляції зазвичай виникають в разі деяких технічних причин або неточності тестів робіт.

## Дискусії щодо можливих покращень
В засобах масової інформації та в мережі Інтернет все частіше з'являються статті, спрямовані на критику сучасного стану проведення учнівських олімпіад. Охоче люди висловлюють також і свої пропозиції щодо можливих покращень.
- Виникають питання щодо доцільності та можливості підготовки учнів до олімпіад різного рівня в контексті сучасної середньої освіти. Навантаження навчального плану закладів середньої освіти, певна річ, не дає можливість учневі в повній мірі займатися окремим предметом, проте практика вільного відвідування на час підготовки практично зводить нанівець систему загальної освіти, що часто призводить, до прикладу, до низьких результатів ЗНО у переможців міжнародних олімпіад.

Шлях вирішення: впровадження в сучасну освіту більше занять з практичного засвоєння матеріалу, частковий перехід до вивчення теоретичних основ поза навчальним закладом як домашнього завдання.
- Деякі впровадження місцевих управлінь освіти призводять до неможливості подальшого виявлення здібних учнів. Часто таке трапляється через неолімпійських характер завдань (завдання фактично шкільної програми) або їх невдале формулювання, що наводить учасника на хибний шлях його розв'язання. Також ставиться під сумніви рівність усіх учасників у разі добору завдань вчителями їх територіальної одиниці з можливим витоком інформації.

Шлях вирішення: викорінення суб'єктивних впливів шляхом створення комісією з вчителів кожного окремого предмету банку олімпіадних завдань, з яких в день олімпіади обиратиметься певний комплект для розв'язання учнями.
- Впродовж II—III етапів олімпіади трапляються випадки, коли наглядачем призначають вчителя того ж предмету або спорідненого з ним. Звісно, є люди сумлінні, проте більшість не втрачає можливість «підтримати» свого вихованця. Таким чином ще одна фактично нерівність. Учні, що сумлінно виконуватимуть роботи, матимуть гірший результат і таким чином можливо, достойні учні втратяться на міських чи навіть обласних етапах.

Шлях вирішення: чіткий розподіл наглядачів, впровадження системи подання скарг, як це працює на ЗНО: учасник може підійти й повідомити про порушення в кабінетах; основне, аби цю заяву сприйняли, а не відкинули.

## Історія становлення Всеукраїнської олімпіади
В перші роки незалежності Всеукраїнські учнівські олімпіади проводились згідно з нормативними документами Радянського Союзу та УРСР. Визначальним в історії становлення Всеукраїнських учнівських олімпіад стало затвердження Положення про Всеукраїнські учнівські олімпіади з базових і спеціальних дисциплін, турніри і конкурси-захисти науково-дослідницьких робіт та конкурси фахової майстерності наказом Міністра освіти України від 15.12.93 р. N 449 та рішенням колегії Міністерства освіти України від 26.10.94 р. N 30/3-3. Ця редакція Положення була близька до текстів відповідних нормативних документів УРСР, тому потребувала деяких змін з плином часу та розвитком освіти України.
З метою створення належних умов для виявлення здібної молоді, розвитку її інтересів, нахилів та природних обдарувань Міністерство освіти України своїм наказом N 39 від 15.02.95 визнало таким, що втратив чинність, Положення у попередній редакції, та затвердило нове, більш адаптоване Положення про Всеукраїнські учнівські олімпіади з базових і спеціальних дисциплін, турніри, конкурси-захисти науково-дослідницьких робіт та конкурси фахової майстерності. За ним Всеукраїнські учнівські олімпіади проводились з 15 предметів: українська мова та література, історія, правознавство, іноземні мови (англійська, німецька, французька та іспанська), математика, фізика, хімія, біологія, географія з краєзнавством, основи інформатики і обчислювальної техніки, трудове навчання та екологія. Також основною відмінністю цієї редакції було внесення наступних правил визначення переможців III етапу: призери III етапу олімпіад з базових і спеціальних дисциплін, конкурсів фахової майстерності та II етапу конкурсів-захистів науково-дослідницьких робіт нагороджуються дипломами окремо по класах (курсах) або за профілями в такій кількості: I ступеня — 1; II ступеня — 2; III ступеня — 3, решті учасників вручаються дипломи учасника. Кількість переможців IV етапу не повинна була перевищувати 50 % від кількості учасників.
Відповідно до Закону «Про освіту» (1060-12) та на виконання рішення колегії Міністерства освіти України від 29 липня 1998 року «Про стан і перспективи проведення учнівських олімпіад» Міністерство освіти України своїм наказом N 305 від 18 серпня 1998 року затвердив нове Положення про Всеукраїнські учнівські олімпіади з базових і спеціальних дисциплін, турніри, конкурси-захисти науково-дослідницьких робіт та конкурси фахової майстерності, скасувавши цим чинність попередньої його редакції. За цим варіантом Положення кількість переможців III етапу збільшено до 30 % від кількості його учасників з орієнтовним розподілом дипломів у відношення 1:2:3. Також було скасовано олімпіаду з екології та вирішено об'єднати її в одну з біологією, засновано олімпіаду з основ економіки.
Президентом України Л. Д. Кучмою та урядом згодом видано ряд указів та постанов щодо підтримки обдарованої молоді України. Зокрема:
1. Указ від 30 грудня 1998 р. № 1419/98 «Про стипендії Президента України учасникам і призерам міжнародних учнівських олімпіад з базових навчальних предметів»[9], яким засновано 35 щорічних стипендій Президента України учасникам і призерам міжнародних↵учнівських олімпіад.
2. Указ від 5 лютого 2000 р. № 169/2000 «Про відзначення призерів і учасників міжнародних учнівських олімпіад та їх вчителів»[10], за яким Кабінету Міністрів України необхідно визначити перелік напрямів і спеціальностей у вищих навчальних закладах України, за яким призери та учасники Міжнародних учнівських олімпіад приймаються на навчання до цих закладів без вступних випробувань.
3. Указ від 24 квітня 2000 р. 612/2000 «Про додаткові заходи щодо державної підтримки обдарованої молоді»[11].
4. Постанова Кабінету Міністрів України № 982 від 09 серпня 2001 року «Про заснування стипендій Кабінету Міністрів України переможцям Всеукраїнської учнівської олімпіади з української мови та літератури»[12].

Саме в цей час було запроваджено перші президентські стипендії переможцям Всеукраїнський, учасникам та переможцям міжнародних олімпіад, які згодом стали щорічною традицією.
Надалі уряд та Президент видали ще ряд нормативних актів щодо стимулювання учасників олімпіад та їх подальшого розвитку:
1. Указ Президента України № 398/2006 від 16.05.2006 р. «Про Положення про стипендії України для переможців Всеукраїнських учнівських олімпіад з базових навчальних предметів і Всеукраїнського конкурсу захисту науково-дослідницьких робіт учнів-членів Малої академії наук України»[13].
2. Державна цільова програма роботи з обдарованою молоддю на 2007—2010рр, затверджена Постановою Кабінету Міністрів № 1016 від 08.08.2007р[14].

У відповідності до наказу Міністерства освіти і науки України № 162/22 від 6 березня 2008 року «Про проведення IV етапу Всеукраїнських учнівських олімпіад з навчальних предметів та фінального етапу турнірів у 2007/2008 навчальному році» олімпіада з основ інформатики і обчислювальної техніки змінила назву на Всеукраїнська учнівська олімпіада з інформатики.
2010 року наказом Міністерства освіти і науки України було засновано Всеукраїнську учнівську олімпіаду з астрономії.
Наказом Міністерства освіти і науки України N 1099 від 22 вересня 2011 року затверджено нову редакцію Положення. За ним було скасовано обов'язковість проведення осінніх настановчих, зимових навчально-тренувальних та весняних відбірково-тренувальні зборів; змінено кількість учасників III та IV етапів: 50 % та 30 % відповідно. Кількість олімпіад збільшено до 20: засновано олімпіади з російської мови та літератури, екології, інформаційних технологій, педагогіки і психології.
Через полеміку на освітньому просторі з приводу зменшення кількості переможців IV етапу з 50 % до 30 % Міністерство освіти і науки України видало наказ № 360 від 26.03.2012 «Про затвердження Змін до Положення про Всеукраїнські учнівські олімпіади, турніри, конкурси з навчальних предметів, конкурси-захисти науково-дослідницьких робіт, олімпіади зі спеціальних дисциплін та конкурси фахової майстерності», за яким повернено попередню кількість переможців — не більше 50 %.
На виконання пункту 3 Протокольного рішення за результатами засідання Оргкомітету з підготовки та проведення в Україні у 2012 році року спорту та здорового способу життя від 31 січня 2012 р. з метою популяризації засад здорового способу життя Міністерство освіти і науки України наказом № 751 від 27 червня 2012 року «'Про започаткування щорічної Всеукраїнської учнівської олімпіади з фізичної культури і спорту»' започаткувало нову всеукраїнську олімпіаду - з фізичної культури та спорту.
Наразі Всеукраїнські учнівські олімпіади проводяться з 21 предмету. Щорічно переможці кожної з олімпіад отримують Президентську академічну стипендію, стипендії Кабінету міністрів України та управлінь освіти і науки обласних державних адміністрацій.